# Barbadosdikbekje
Het barbadosdikbekje (Loxigilla barbadensis) is een zangvogel uit de familie Thraupidae (tangaren).

## Verspreiding en leefgebied
Deze soort is endemisch in Barbados.